# Querol
|  | Aquest article tracta sobre el municipi sud-català de l'Alt Camp. Vegeu-ne altres significats a «Querol (desambiguació)». |

Querol és un municipi de la comarca de l'Alt Camp, que s'estén al sector nord-oriental de la comarca, al límit amb la Conca de Barberà, l'Alt Penedès i Anoia, i s'estén en la seva major part a l'esquerra del Gaià, riu que travessa el territori de nord a sud. Forma part del sector muntanyós del bloc del Gaià, format ací a la part més septentrional per contraforts de la serra de Brufaganya (874 m. al punt més alt) i al centre i sud per la plana d'Ancosa, serra que s'inicia a Montagut (962 m), al S del terme, i es continua pel terme de la Llacuna, ja d'Anoia, amb altituds de 900 m. La part de la dreta del riu és accidentada pels contraforts de la serra de Comaverd (827 m, a les Agulles, 625 m. al tossal de Saburella).

## Geografia
- Llista de topònims de Querol (Orografia: muntanyes, serres, collades, indrets..; hidrografia: rius, fonts...; edificis: cases, masies, esglésies, etc).

| Entitat de població | Habitants (2024) |
| Valldossera         | 523              |
| Querol              | 54               |
| Esblada             | 18               |
| Font: Idescat       |                  |

El poble de Querol es troba aturonat a 565 m. d'altitud, dominant la vora esquerra del Gaià, al sector occidental del terme, presidit per les ruïnes del Castell de Querol, imposants encara i que donen una característica silueta a la població, malgrat ésser cobertes en una bona part de vegetació. La caseria s'enfila als vessants del turó i a la part alta s'aixeca l'església parroquial de Santa Maria, petit edifici construït en èpoques diverses, d'una nau, volta seguida d'arc apuntat i campanar quadrat amb finestres de punt rodó, acabat en una coberta piramidal.
Comprèn, a més del poble de Querol, cap del municipi, el poble d'Esblada, els despoblats de Bonany i Montagut, l'antiga quadra i església de Valldossera, el veïnat d'Albereda, els antics castells de Saburella i Pinyana. Limita amb els municipis de Pont d'Armentera (W) i Aiguamúrcia (S), dins la comarca de l'Alt Camp, Pontons (E) dins l'Alt Penedès, Santa Maria de Miralles (NE) dins Anoia, Santa Perpètua de Gaià (N), dins la Conca de Barberà. El poble de Querol es comunica amb la mateixa comarca per una carretera local que ve des del Pont d'Armentera i que continua fins a Esblada, al nord, on es bifurca en una que porta a Santa Perpètua i a la Conca i una altra que va vers Santa Maria de Miralles i Igualada.

### Esblada
41° 26′ 40″ N, 1° 26′ 25″ E / 41.44444°N,1.44028°E
Esblada és una entitat de població del municipi, al marge dret del torrent de l'Esblada, afluent del riu Gaià, al vessant oest de la Serra de Brufaganya. L'any 2013 tenia vint habitants. Hi destaca l'església de Sant Jaume d'Esblada, d'origen romànic, depenent de l'església parroquial de Querol. El 25 de juliol és la festa major del poble, en honor de Sant Jaume. S'hi arriba per la carretera T-201, que va de Santa Coloma de Queralt a Esblada passant pels pobles de Sant Gallard, Pontils, Santa Perpètua de Gaià i Seguer. A l'inici connecta amb la C-241 i al final amb la C-37.
El poble d'Esblada, a l'extrem N. del terme, a la capçalera del torrent d'Esblada, que aflueix al Gaià per l'esquerra, és avui un petit agrupament de cases (l'any 2013 tenia vint habitants) presidit per l'església de Sant Jaume d'Esblada, petit edifici d'origen romànic (volta de canó a la façana de migdia) d'una nau i absis sobrealçat amb petit campanar de planta quadrada (posterior), adossat a la façana de migdia i porta adovellada. Depèn de l'església de Querol i el poble seguí així mateix els avatars senyorials de Querol. A mitjan segle xix tenia 9 cases i produïa blat, sègol i ordi. A l'extrem del nord-est de la seva demarcació, al Clot de la Vall, hi ha Cal Valldecerves, amb la petita església de Sant Jaume de Valldecerves, romànica (l'absis conserva arcuacions llombardes) d'una nau i porta rectangular a la façana de migdia. Prop seu hi ha el mas de les Esplugues amb una capella moderna dedicada a sant Joan Baptista. Al nord-est, a la dreta de la carretera que va vers Igualada, hi ha la gran masia de la Rovira Seca.

### Montagut
A l'extrem meridional del terme s'aixeca, amb una característica silueta cònica, la muntanya de Montagut (962 m), on hi hagué, (no se'n sap l'emplaçament exacte perquè no hi ha restes) l'antic castell de Montagut, esmentat a la fi del segle x. Als vessants del nord de la muntanya hi ha, en estat ruïnós: l'antiga església de Sant Jaume de Montagut, interessant edifici amb absis poligonal de volta de creueria, portal de tres arcs de mig punt en degradació i volta de murs, que centrava el terme, de població esparsa. El castell era dels Cervelló i el 1340 Pere el Cerimoniós vengué a Ramon Alemany de Cervelló el mer imperi i altres drets reials per 15.000 sous. Montagut tenia 3 focs el 1365, 29 de laics, 2 de capellans i 1 de militar el 1553, 151 i un terme de dues hores de tomb el 1708 i 493 el 1842, abans d'integrar-se a Querol.
El 1365 la senyoria de Montagut s'havia separat dels Cervelló de Querol i cap al 1516 el castell és baronia de Montagut foren comprats als Cervelló per Joan d'Armengol, baró de Rocafort de Queralt. El 1734, després d'un plet, l'abat de Santes Creus renuncià la jurisdicció criminal del lloc a favor del baró de Rocafort i de Montagut. A mitjan segle xix Montagut formava municipi amb Querol. El terme el componien sis cases esparses. Produïa blat, vi i llegums i tenia un molí fariner.

### Valldossera

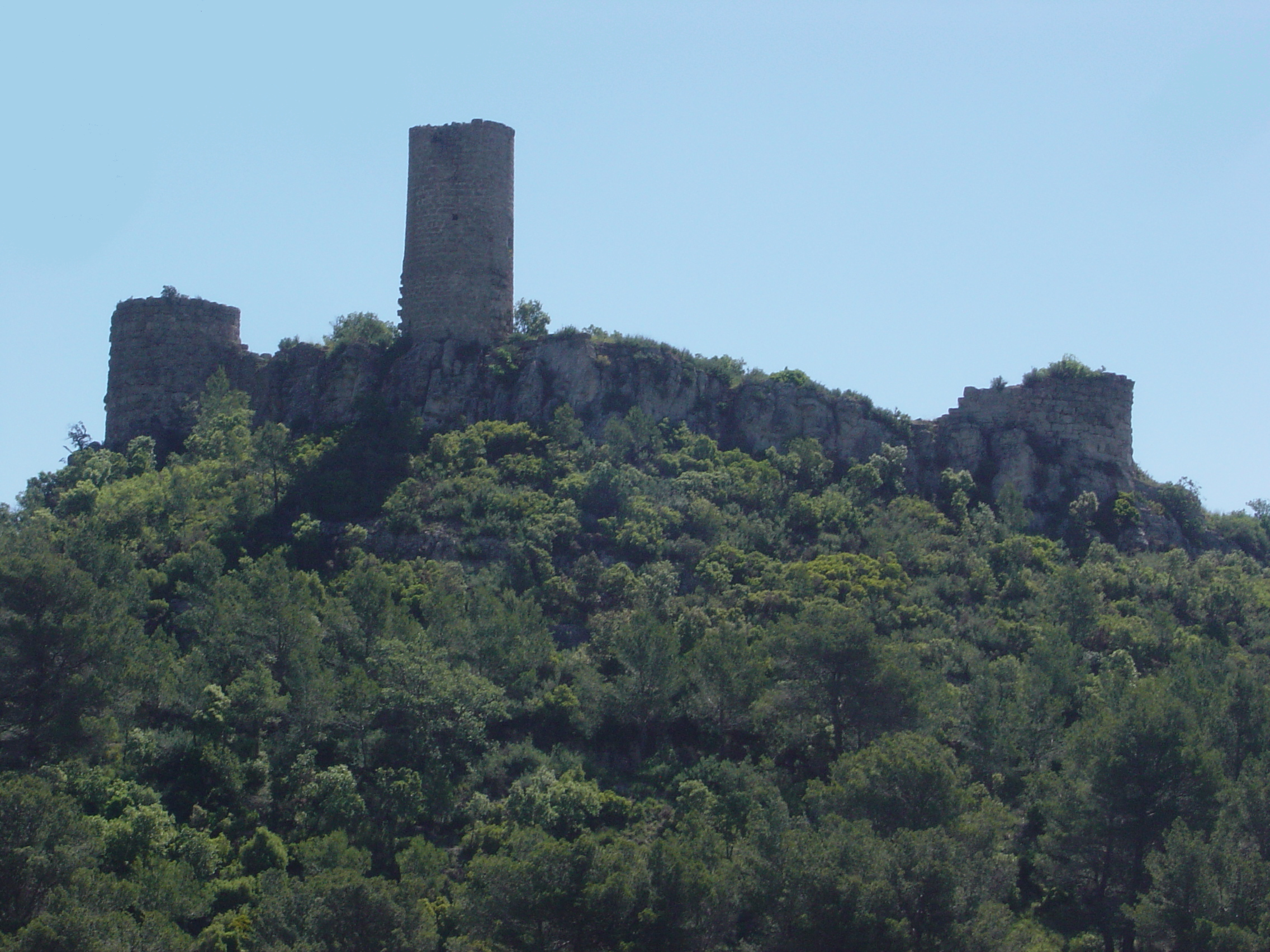
Castell de Saburella

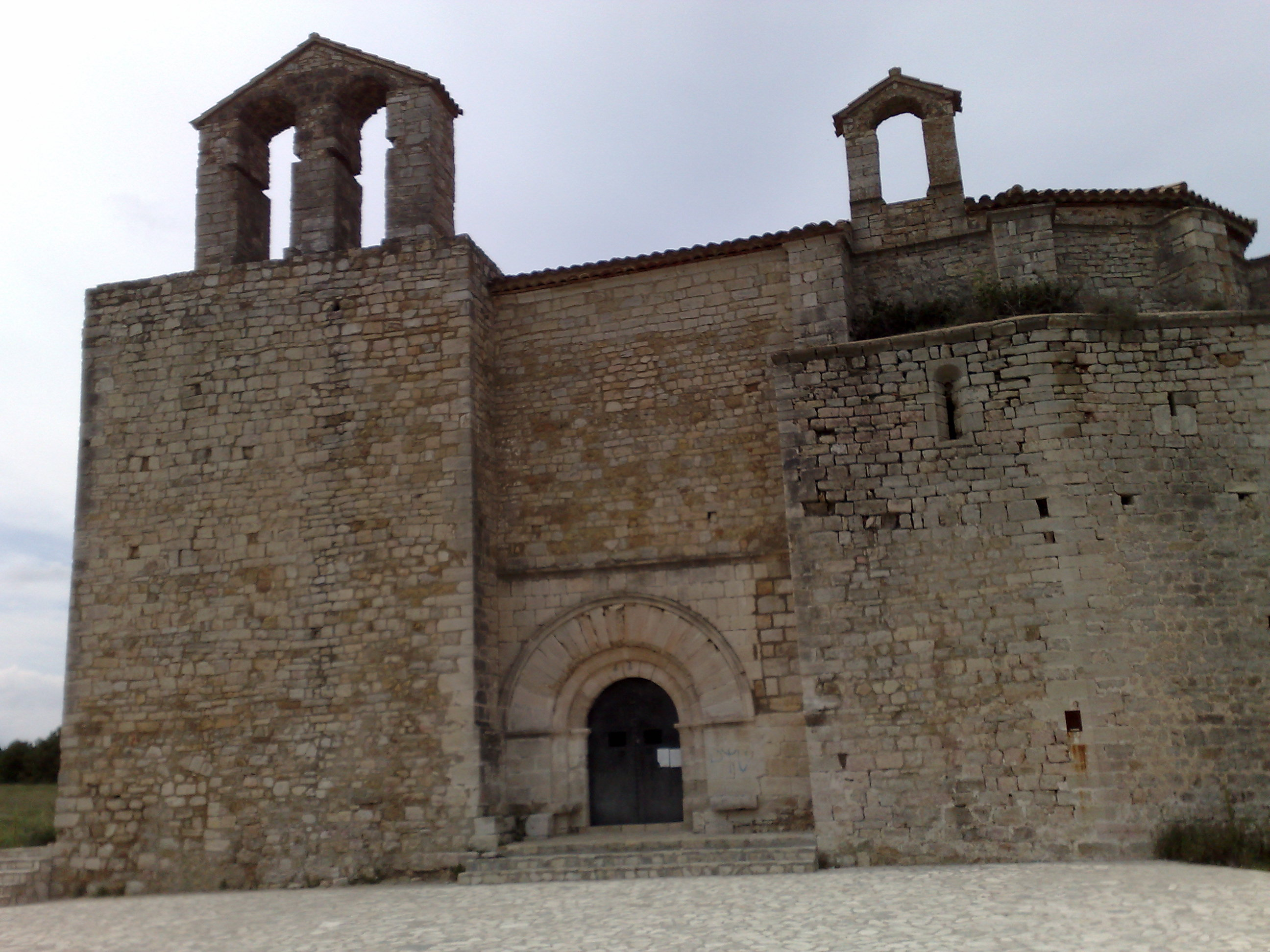
Església de Sant Jaume de Montagut

A l'extrem sud-oriental del terme s'alça l'església de la Mare de Déu de Valldossera, petit edifici bastit probablement al segle xviii, de portal adovellat i campanar d'espadanya, on es venera una marededéu trobada, que centra un agrupament de masies tradicionalment dependents de Montagut; l'ermita, que depenia de Montagut, fou elevada a parròquia el 1869. Valldossera és esmentat ja el 992. El 999 Sendred i la seva muller Metressinda hi venen una torre amb les seves cases a Hug de Cervelló, que el 1000 compraria a altres membres de la família de Sendred els seus drets damunt el terme. El 1902 Berenguer Ramon II donà la torre i església de Santa Maria de Valldossera a Bertran Odó, donació ratificada el 1100 per Berenguer Ramon III. El 1168 Bernat de Riu de Foix confirmà a Santes Creus les vendes que anteriorment li havia fet a Valldossera. El 1184 Guerau de Cervelló cedí a Santes Creus la dominicatura damunt diverses terres de Valldossera, mentre que el 1246 els templers adquirien el castell a Gueraula i els seus fills Guillem i Huguet de Cervelló. Al segle xiv l'abat de Santes Creus hi exercia el mer imperi i en percebia els delmes i les primícies; el 1475 adquirí a Guerau Alemany de Cervelló els drets que encara hi tenia i el 1597 Climent VII atorgà al monestir la capellania del lloc.

### Bonany
Al sud de Valldossera, hi ha l'antiga caseria de Bonany, que depenia de la parròquia de Valldossera i tenia 15 hab. el 1960. Es conserven les ruïnes del castell de Bonany, i prop seu hi ha la masia fortificada del Garrofet, esmentada des del segle xv.

### Pinyana
Al sud de Querol, al sector proper al Gaià, a la dreta de la carretera que ve des del Pont d'Armentera, hi ha les restes del castell de Pinyana, del qual resten murs, una torre circular conservada en part a les ruïnes de la capella romànica de Santa Maria de Pinyana, de planta rectangular, volta de canó amb un ample arc de mig punt. El castell surt esmentat per primera vegada el 986; al seu entorn no existí mai cap caseria i les reste són avui designades popularment el Castellot.
El 1023 figura entre els béns empenyorats per Ermessenda de Carcassona a favor del seu fill Ramon Berenguer I i el 1062 era ja infeudat a Guerau Alemany de Cervelló, que retia homenatge al comte de Barcelona per la possessions del castell. El 1269 el frare de Santes Creus, Hug de Cervelló en comprà tots els drets i possessions i les cedí l'usdefruit del castell a Santes Creus i li feu donació el 1284 en el seu estament. Una sentència arbitral de 1286 n'establí els límits. Pere III prometé a Santes Creus de no alinear les jurisdiccions reials del terme. El 1480 els Alemany, que encara en percebien els delmes, els cediren al monestir. Pinyana era del Pont d'Armentera el 1565.

### Saburella
A la dreta del Gaià, a 675 m. damunt el torrent de Vallespinosa i sota el puig de les Agulles, s'alcen les restes—dues torres rodones i part del cercle de muralles—de l'antic castell de Saburella, esmentat per primera vegada el 1229 al testament de Ramon Alemany, de qui passà als Cervelló, senyors de Querol. El monestir de Santes Creus tingué també interessos al castell. Tenia una capella dedicada a Sant Miquel.

### Albereda
Al sud d'Esblada i en la capçalera d'una petita vall que va al torrent d'Esblada, hi ha el veïnat d'Albereda, de masies esparses. Més al sud s'alça el puig de Formigosa (995 m), als vessants meridionals del qual hi ha la masia de Formigosa.

## Agricultura
El caràcter extraordinàriament muntanyós del territori fa que, de sempre, hagi conreat només una petita part del terme. La màxima extensió de l'agricultura es donà a l'època d'abans de la fil·loxera i després ha estat molt afectat per l'èxode rural. El principal conreu han estat sempre els cereals, i avui amb més motiu perquè el que ocupava els segon lloc, la vinya, malgrat que a principis del segle XXI sembla recuperar-se- necessitava molta mà d'obra i no es podia mantenir, mentre que els cereals només donen feina a l'hora de la sembra i la recol·lecció, cosa que permet de conrear-los encara que hom en visqui allunyat. En canvi han prosperat els ametllers. El regadiu ha ocupat sempre extensions molt minses. Les terres incultes tenen predomini de la garriga i també hi ha pinedes.

## Història
El 993 era d'Ansulf, originàriament vicari comtal de Gurb, el qual en testar l'any esmentat deixà terres, algunes plantades de vinya, dels termes dels seus castells de Montagut, Querol i Pinyana al monestir de Sant Cugat.
El 996 Sendred i la seva muller Matressinda varen vendre, entre altres dels seus béns citats a Hug de Cervelló. Cap al 1053 Guerau Alemany de Cervelló, que fins aquell moment devia haver fet costat a la comtessa Ermessenda de Carcassona en les disputes del seu fill el comte Ramon Berenguer I de Barcelona, posà en homenatge sota l'autoritat d'aquest darrer els tres castells esmentats i el de Pontils. L'homenatge fou repetit el 1062.
Aquells castells constituïen part de la baronia de Cervelló o de la Llacuna. El 1112 Ramon Berenguer III i sa muller Dolça de Provença donaren a Guerau Alemany de Cervelló la dominicatura de Querol com agraïment potser dels diners que el noble havia deixat anteriorment a la casa comtal. El 1144 el mateix Guerau retia homenatge al comte de Barcelona per set castells, entre els quals el de Querol. El poble degué créixer al seu redós, ja que a la butlla de 1194 esmenta l'església i el seu rector pagava 60 sous per les dècimes el 1279.
El dret damunt el castell i terme de Querol i els altres castells dels Alemany de Cervelló foren confirmats diverses vegades pels reis, i partir del segle xiv és esmentada de la baronia de Querol, centrada al castell. La baronia fou dels Cervelló fins que el 1528, passà als Barberà, castlans de Vilafranca del Penedès, i cap al 1597 passà als Saiol, que mantingueren l'ús del títol fins a la fi del segle xix. Entre els senyors de Querol es destacà Ramon Alemany, mort en la conquesta de Mallorca. El castell i el poble foren saquejats i incendiats el 1400 i ambdós reberen múltiples embats en totes les guerres que assolaren el país.
Va formar part de la Vegueria de Vilafranca del Penedès fins al 1716. Després va passar a formar part del Corregiment de Vilafranca del Penedès des del 1716 fins al 1833.

## Economia
El 1970 la seva renda anual mitjana per capita era de 46.378 pessetes (278,74 euros).
El 1983 el terme municipal de Querol comptava amb unes 15 explotacions agràries d'entre 0 i 5 hectàrees, unes 62 d'entre 5 i 50 hectàrees, 31 d'entre 50 i 200 hectàrees i 7 explotacions d'entre 200 i 1.000 hectàrees.
Segons les dades de l'últim trimestre de 2019 de l'Observatori del Treball de la Generalitat, Querol era el segon municipi amb la taxa més alta de desocupats de Catalunya, amb un 32,67%, per darrere de La Vajol (Alt Empordà), amb un 34,15%. En el rànquing dels deu municipis catalans amb més atur, els deu primers tenien menys de 600 habitants, a excepció del Montmell (Baix Penedès), en tercer lloc (amb 1.512 empadronats i un 29,58% d'atur) i Santa Oliva (Baix Penedès), en desè (amb 3.320 veïns i un 20,55% de desocupats).

## Demografia
| 1497 f | 1515 f | 1553 f | 1717 | 1787 | 1857  | 1877  | 1887 | 1900 | 1910 |
| ------ | ------ | ------ | ---- | ---- | ----- | ----- | ---- | ---- | ---- |
| 49     | 41     | 59     | 328  | 487  | 1.010 | 1.074 | 874  | 779  | 718  |

| 1920 | 1930 | 1940 | 1950 | 1960 | 1970 | 1981 | 1990 | 1992 | 1994 |
| ---- | ---- | ---- | ---- | ---- | ---- | ---- | ---- | ---- | ---- |
| 680  | 547  | 481  | 511  | 253  | 148  | 140  | 217  | 165  | 165  |

| 1996 | 1998 | 2000 | 2002 | 2004 | 2006 | 2008 | 2010 | 2012 | 2014 |
| ---- | ---- | ---- | ---- | ---- | ---- | ---- | ---- | ---- | ---- |
| 238  | 249  | 305  | 305  | 322  | 416  | 549  | 536  | 559  | 550  |

| 2016 | 2018 | 2020 | 2022 | 2024 | 2026 | 2028 | 2030 | 2032 | 2034 |
| ---- | ---- | ---- | ---- | ---- | ---- | ---- | ---- | ---- | ---- |
| 543  | 521  | 518  | 572  | 591  | -    | -    | -    | -    | -    |

Querol consta al fogatge de 1365 amb 103 focs, xifra que englobava tota la baronia, ja que en el recompte de 1553 en té només 25 de laics, un de militar i un de capellà, en el de 1708, on se'l considera junt amb Esblada, consta de 37 cases i 177 hab. i al de 1787 entre ambdós nuclis de població en tenen 313. Al llarg del segle xix tenia 366 hab. el 1830 i 358 el 1842, que amb la incorporació del nucli de Montagut passaren a 1.010 el 1857 i un màxim de 1.074 el 1877, moment en què s'inicià una caiguda imparable que porta als 779 el 1900, 680 el 1920, 481 el 1940, i una efímera el 1950 amb 511, i la caiguda a 149 el 1970 i a 140 el 1981. A mitjan segle xix produïa blat, llegums, oli i vi, criava ramats d'ovelles i porcs i tenia dos molins fariners.

## Llocs d'interès

### Castell de Querol
Documentat des del segle x, es troba a la part més alta del nucli. Va pertànyer a la família dels Cervelló i des del segle xiv centrava la jurisdicció senyorial de la baronia de Querol. El 1835, durant la primera guerra carlina, fou enderrocat per una partida de liberals. El conjunt, tot i que es troba molt malmès, en l'actualitat encara conserva elements interessants (restes de torres circulars, finestres, matacans i diversos arcs ogivals i de mig punt). El 1985 va ser declarat bé d'interès cultural.

### Castell de Pinyana
Damunt d'un cim prop de la carretera del Pont d'Armentera, es troba documentat des de l'any 986 (en una carta del rei Lotari) en endavant. El 1023 apareix com un dels béns que la comtessa Ermessenda va empenyorar a favor del seu fill, Berenguer Ramon I. Durant el s. XI va passar a mans de Guerau Alemany de Cervelló i l'any 1269 va ser cedit al monestir de Santes Creus. L'any 1480 els delmes que encara percebien els Alemany van ser cedits al monestir i el 1565 ja era del Pont d'Armentera. En l'actualitat, només es conserven part dels murs del castell, una torre de planta circular i les restes de la capella de Santa Maria de Pinyana, de planta rectangular i volta de canó amb un ample arc de mig punt. El 1985 va ser declarat bé d'interès cultural.

### Castell de Saburella
Situat a la dreta del riu Gaià, va pertànyer al llinatge dels Cervelló. De la documentació relativa al castell es pot deduir que va ser construït entre el 1193 i el 1229. Posteriorment, és documentat diverses vegades com a possessió de Santes Creus. En l'actualitat, només es conserven dues torres de planta circular i un fragment del mur de tancament del recinte fortificat. El 1985 va ser declarat bé d'interès cultural.

### Església de Sant Jaume de Montagut
Situada al peu del cim de Montagut, és una construcció gòtica tot i que consta una església anterior esmentada en dues butlles papals de 1154 i 1194. Al llarg del temps, l'edifici va experimentar modificacions diverses, principalment en els segles xvii i XVIII, en què es va realitzar una reforma interior en estil neoclàssic. És d'una sola nau, de dos trams, set capelles absidals i coberta amb voltes de creueria. Exteriorment l'edifici mostra un predomini absolut de la massa sobre el buit, impressió reforçada pels contraforts i per les escasses obertures. La porta d'accés, a la façana sud, és formada per tres arcs de mig punt dovellats en degradació amb guardapols que arrenca d'una imposta. En aquesta mateixa façana s'hi eleven els dos campanars d'espadanya amb obertures també d'arc de mig punt. Exteriorment l'absis és poligonal, de set costats, amb contraforts als angles. La coberta és de teula a dos vessants.
Els darrers anys l'església ha experimentat un procés de consolidació i recuperació de les estructures més antigues, tot eliminant les motllures i els altars dels segles XVII-XVIII. El 1981 se'n va incoar expedient de declaració de bé d'interès cultural.

### Església de Santa Maria
Situada a la part alta de la població, l'església parroquial és d'origen medieval, tot i que la complexitat de la seva estructura reflecteix les ampliacions i modificacions que ha anat experimentant al llarg del temps. És d'una sola nau coberta amb volta apuntada, capelles laterals amb volta apuntada i de creueria i absis poligonal. La porta d'arc de mig punt adovellat s'obre al mur de l'Epístola. Damunt la teulada s'eleva el campanar, de planta quadrada, obertures d'arc de mig punt i coberta piramidal. Sobre la tanca del cementiri es conserven cinc esteles funeràries.

### Església de Sant Jaume d'Esblada
Del nucli d'Esblada, hom en situa l'origen en època romànica, per bé que al llarg dels anys l'edifici ha experimentat diverses modificacions. És de planta rectangular, amb una sola nau coberta amb volta de canó, absis semicircular i teulada a dues vessants. La nau presenta dos eixamplaments laterals. El cor està situat als peus. Té sectors arrebossats i pintats. La porta d'entrada a la façana sud és adovellada i s'hi accedeix per una escala de vuit graons. A la part superior del mur hi ha un rellotge de sol. El conjunt es completa amb un campanar de planta quadrada que té obertures d'arc escarser i coberta de pavelló. S'hi conserva una pica baptismal i una altra de beneitera.

### Església de Santa Maria de Valldossera
El 1162 s'hi documenta un santuari en relació amb l'adquisició del lloc pel monestir de Santes Creus, tot i que la construcció devia ser anterior. L'actual església és del 1685. El 1869 es traslladà la seu parroquial de Montagut a Valldossera. Durant la guerra del 1936-1939, l'església va patir destrosses considerables. Recentment ha estat objecte d'una restauració. És de planta rectangular amb absis pla i coberta de teula a dues vessants. La façana presenta una composició simètrica, amb porta central d'arc de mig punt, òcul superior i campanar de paret amb cabament sinuós. Al cos de l'edifici hi han estat afegits dos cossos laterals amb coberta d'una vessant.

### Església de Sant Jaume de Valldecerves
Està integrada dins el conjunt d'edificacions que forma la masia de Valldecerves. Aquesta església és originàriament d'estructura romànica, de petites dimensions, té una sola nau i absis semicircular. Es cobreix amb teulada a una vessant. La porta, situada a la façana sud, actualment no és visible a causa de la integració de l'edifici a la masia. L'absis presenta arcuacions llombardes i finestres atrompetades.

### Altres edificis
Mas Esplugues
Situada a la part nord del municipi, al Clot de la Vall, format per dos cossos principals perpendiculars, de planta rectangular, coberta de teula a dues vessants i altres construccions auxiliars.
La Casa Gran
Situada a prop de l'ermita de Valldossera, se'n desconeix l'origen. El conjunt ha experimentat diverses ampliacions i modificacions al llarg del temps. Es tracta d'un edifici de planta rectangular, amb planta baixa i pis, precedit d'un jardí. La porta principal, d'arc de mig punt adovellat, una finestra germinada i una galeria d'arc de mig punt que fa cantonada, són els elements més destacables de la façana principal. A l'interior destaca el vestíbul, amb una estructura de quatre arcs de pedra que descansen sobre una columna central.

### Arbres monumentals
El pi de les quatre soques
Es troba a uns 250 metres per sota de la carretera Querol-Montagut, just en arribar a la verdor del primer cultiu de vinya. És un impressionant pi, que a partir d'un metre del nivell de terra, es divideix en quatre canons que arriben a 20 metres d'alçària.
L'alzina de la Casa Nova de Bonany
La trobem a l'era de la Casa Nova, a prop de la carretera de Querol-Pla de Manlleu, a uns 500 metres de la cruïlla d'aquesta carretera amb la de Santes Creus-Pontons. Alzina molt ben conformada, de 3,96 metres de volta de canó i 13,5 metres d'alçària, a la qual se li calculen uns 400 anys. L'estat general i vital és bo, fa ombra en tota l'era, on hi ha una taula formada per pedres de molí.

## Ensenyament
En aquest municipi per la seva gran extensió i orografia, els seus habitants tenen tendències diferents, pel que fa a la zona on satisfan les seves necessitats: a la part oriental anomenada Valldossera, a la conca del Foix van a la zona del Penedès (Vilafranca del Pdès.) i la part occidental on s'hi troben les zones anomenades Querol i Esblada, a conca del Gaià, van a la zona de l'Alt Camp (Valls) i la Conca de Barberà (Sta. Coloma de Queralt) respectivament. Per això, quant a ensenyament públic també es diferencien:
Zona de Querol
Educació infantil i primària
Escola Santa Magdalena – ZER La Parellada.
El Pont d'Armentera
Educació secundària obligatòria, batxillerat i cicles formatius:
IES Jaume Huguet - C/ Creu de Cames, s/n
43800 – Valls
IES Narcis Oller
C/ Ferran Gumà Ferran, 1
43800 – Valls
Zona de Valldossera
Educació infantil i primària
Escola Sant Miquel – C/ Sant Miquel, s/n
43714 – El Pla de Manlleu
Educació secundària obligatòria
IES Institut Coster de la Torre
Avda. de la Diputació, s/n
43717 – La Bisbal del Penedès
Zona d'Esblada
Educació infantil i primària
CEIP Cor de Roure - Pg. Mossèn Segura, s/n
43420 – Santa Coloma de Queralt
Educació secundària obligatòria 1r i 2n cicle
IES Juan Segura i Valls - C/ Progrès, 7
43420 – Santa Coloma de Queralt